# Dracula cordobae
Dracula cordobae é uma espécie de orquídea epífita de crescimento cespitoso cujo gênero é proximamente relacionado às Masdevallia, parte da tribo Pleurothallidinae. Esta espécie é originária do sudoeste do Equador, onde habita florestas úmidas e nebulosas.
Pode ser diferenciada das espécies mais próximas por suas flores pálidas com bordas marrom-avermelhadas, internamente recobertas por pelos esbranquiçados.